# Frères du désert
Pour plus de détails, voir Fiche technique et Distribution.
Frères du désert, ou Les Quatre Plumes au Québec (The Four Feathers) est un film américaino-britannique du réalisateur indien Shekhar Kapur, sorti en 2002.

## Synopsis
En 1898, Harry Feverham, un officier de l'empire britannique, refuse d'aller se battre au Soudan et quitte l'armée. Synonyme de déshonneur, son acte l'exclut immédiatement de la haute société londonienne.
Trois de ses amis et sa fiancée, lui envoient alors 4 plumes blanches symbolisant la lâcheté.
Incompris et tourmenté, Harry apprend que son ancien régiment est tombé aux mains des rebelles soudanais. Il décide alors de regagner son honneur en allant sauver ses amis.
Cette histoire est reprise du roman d'Alfred Edward Woodley Mason (1865-1948), "les quatre plumes blanches", "The Four Feathers" (1902).

## Fiche technique
- Titres français : Frères du désert ( France) et Les Quatre Plumes ( Québec)
- Titre original : The Four Feathers
- Réalisation : Shekhar Kapur
- Scénario : Michael Schiffer et Hossein Amini, d'après le roman d'A.E.W. Mason
- Producteurs : Paul Feldsher, Robert D. et Stanley R. Jaffe et Marty Katz
- Coproductrice : Laurie Borg
- Producteurs exécutifs : Julie Goldenstein et Allon Reich
- Musique : James Horner
- Sociétés de production : Paramount Pictures, Miramax Films, Jaffilms, Belhaven Limited, Dune Films et Marty Katz Productions
- Sociétés de distribution :  Paramount Pictures et Miramax Films •  TFM Distribution
- Durée : 131 minutes
- Pays :  États-Unis,  Royaume-Uni
- Genre : Aventure, Drame, Guerre
- Dates de sortie en salles :
  -  États-Unis : 20 septembre 2002
  -  Royaume-Uni : 18 juillet 2003
  -  France : 5 novembre 2003

## Distribution
Légende : Version Française (VF) ; Version Québécoise (VQ)
- Heath Ledger (VF : Damien Ferrette ; VQ : Patrice Dubois) : Harry Feversham
- Kate Hudson (VF : Barbara Delsol ; VQ : Camille Cyr-Desmarais) : Ethne Eustace
- Wes Bentley (VF : Damien Boisseau ; VQ : Gilbert Lachance) : Jack Durrance
- Djimon Hounsou (VQ : Pierre Auger) : Abou Fatma
- Rupert Penry-Jones (VF : Jérôme Pauwels ; VQ : Sébastien Ventura) : Willoughby
- Lucy Gordon : Isabelle
- Kris Marshall (VQ : Martin Watier) : Edward Castleton
- Michael Sheen (VQ : Jacques Lavallée) : William Trench
- James Cosmo (VQ : Gérard Delmas) : Col. Sutch
- Tim Pigott-Smith (VQ : Vincent Davy) : Général Feversham
- Christian Coulson : le garçon au tambour (non crédité)